# John Hold
John David Hold (sinh ngày 28 tháng 3 năm 1948) là một cầu thủ bóng đá người Anh.
Ông bắt đầu sự nghiệp cùng với Fareham Town trước khi thi đấu chuyên nghiệp cho Bournemouth, Crewe Alexandra và Northampton Town từ năm 1965 đến năm 1973, có tổng cộng 131 lần ra sân ở Football League.
Sự nghiệp của ông tiếp tục ở bóng đá non-league tại Margate và Ashford Town.
Năm 1975, ông chuyển đến Canada. và thi đấu cho London City Toronto và Toronto Portuguese.
Ông trở lại từ Canada năm 1979 và giải nghệ.